# 哈泥河
哈泥河位于中华人民共和国吉林省东南部，是浑江右岸支流，发源于柳河县东南凉水河子镇龙岗山脉大四方顶子峰东南，蜿蜒向西南流经柳河县凉水河子镇回头沟村、孤山子镇大甸子村、八里哨村、通化县兴林镇禹甸子村、曲柳川村、光华镇三岔河村、镇治光华村、长青村、长春沟村、二密镇孤砬子村、葫芦套村、通化市东昌区环通乡长流村等地，最后于通化经济开发区自安村东南注入浑江。河长137千米，河道平均比降2.6‰，流域面积1489平方千米，年均径流量7.7亿立方米。哈泥河沿河属山区地带，植被良好，源头湿地为吉林哈泥国家级自然保护区，下游设有通化哈尼河国家级水产种质资源保护区。哈泥河还是吉林省水能资源梯级开发的主要河流之一，已开发水电站15处，装机容量5.37万千万。哈泥河是通化市区主要供水水源。